# Schlacht um Manila (1899)

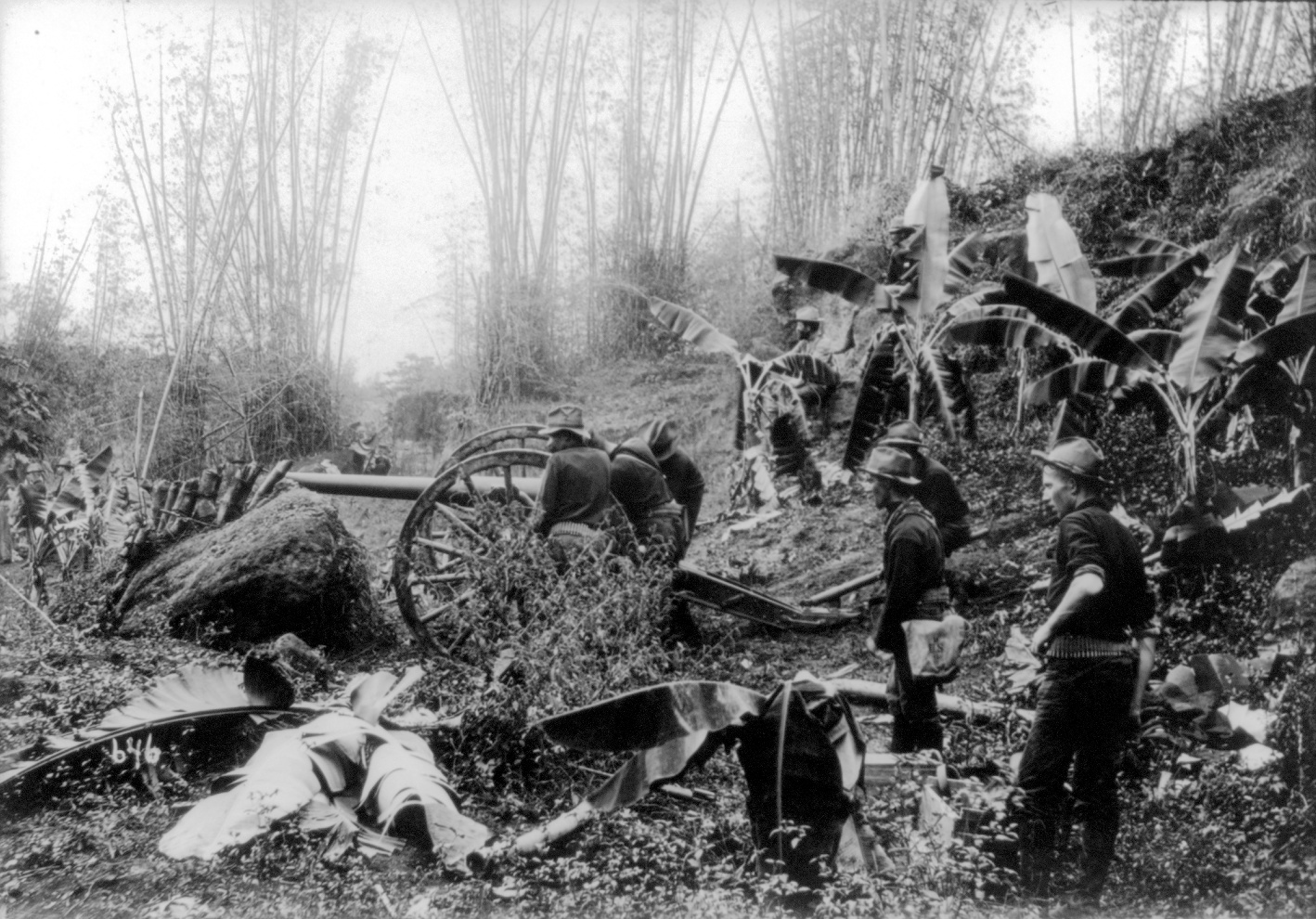
US-Soldaten des 1. Nebraska Freiwillenkorps, Kompanie B, nahe Manila im Jahre 1899

 Die Schlacht um Manila  wurde am 4. und 5. Februar 1899 während des Philippinisch-Amerikanischen Krieges ausgefochten. Daran waren etwa 12.000 amerikanische und 15.000 philippinische Soldaten beteiligt. Es war die erste und heftigste Schlacht während des gesamten Kriegsverlaufs.

## Hintergrund
Über ein halbes Jahr nach der Eroberung Manilas und dem darauf folgenden Ende des Spanisch-Amerikanischen Krieges waren die Spannungen zwischen den philippinischen und amerikanischen Parteien angewachsen, da die Amerikaner bewusst die Filipinos aus allen Verhandlungen und Entscheidungen über die Zukunft der Stadt und des Landes herausgehalten hatten. Das Streben der Filipinos nach einem unabhängigen Staat trat den Interessen Washingtons direkt entgegen, die den Archipel als nunmehr ihre Kolonie ansahen. Die Filipinos hatten die Amerikaner eigentlich als Befreier von der spanischen Besatzung betrachtet, mussten nun jedoch feststellen, dass ihnen eine neue Fremdherrschaft bevorstand.
Am 4. Februar 1899 kam es zur Eskalation. Es begann mit zwei einfachen Soldaten, Private William Grayson und Private Miller von der B Kompanie des 1. Nebraska Freiwilligenkorps, die mit vier Männern einer bewaffneten philippinischen Armeestreife auf der Brücke von San Juan zusammengestoßen waren. Die Filipinos weigerten sich, der Aufforderung der beiden Amerikaner Folge zu leisten und stehen zu bleiben. Nachdem auch der zweite Aufruf zum Stopp von ihnen missachtet wurde, feuerte Grayson und tötete einen philippinischen Leutnant.
Grayson beschrieb in einer Stellungnahme die Situation folgendermaßen:
Auf einmal kam vor uns etwas langsam hervor. Es war ein Filipino. Ich rief: “Halt!” und tat es wirklich laut, da ich es gewohnt war, es wurde vom Wachoffizier gefordert und war ein militärischer Stil. Ich verlangte ein weiteres Mal den Stopp mit einem lautstarken “halt!”. Dann rief er “halto!” zurück zu mir. Nun, ich dachte, das Beste was ich tun konnte, war, auf ihn zu schießen.
Zu dieser Zeit saßen die Amerikaner im Stadtgebiet von Manila, während die Armee von Emilio Aguinaldo die Schützengräben rings um die Stadt besetzt hielt. Bereits kurz nach diesem Zwischenfall brach ein Feuergefecht innerhalb der 16-Meilen-Zone (26 km) zwischen den philippinischen und amerikanischen Linien aus.

## Die Schlacht
Überrascht von dem plötzlichen Ausbruch verharrten die Filipinos in ihren Schützengräben und lieferten sich mit den Amerikanern ein Feuergefecht. Unterstützt durch den Beschuss von Colonel George Deweys Flotte, die in der Bucht von Manila ankerte, überrannten die US-Truppen viele der philippinischen Positionen und fügten den Gegner zahlreiche Verluste zu.
Ein philippinisches Bataillon versuchte einen Angriff gegen das 3. US-Artilleriekorps, drängte eine Kompanie von amerikanischen Soldaten zurück und hielt für eine Weile einige Artilleriekanonen in ihrem Besitz. Zu diesem Zeitpunkt waren nahezu alle hochrangigen Offiziere noch dabei, den errungenen Sieg über die Spanier mit Gesang und Tanz zu feiern. Die Soldaten an der Front waren somit großteils führungslos.
Als die Offiziere endlich auf dem Schlachtfeld ankamen, versuchten viele der einflussreichen Führer die Kampfhandlungen umgehend zu stoppen. Emilio Aguinaldo schickte Boten mit dem Angebot der Aushandlung eines Friedensabkommens. Als diese ankamen, antwortete ihnen General Elwell Otis: „Die Kämpfe haben begonnen und müssen weitergehen, bis zum bitteren Ende.“

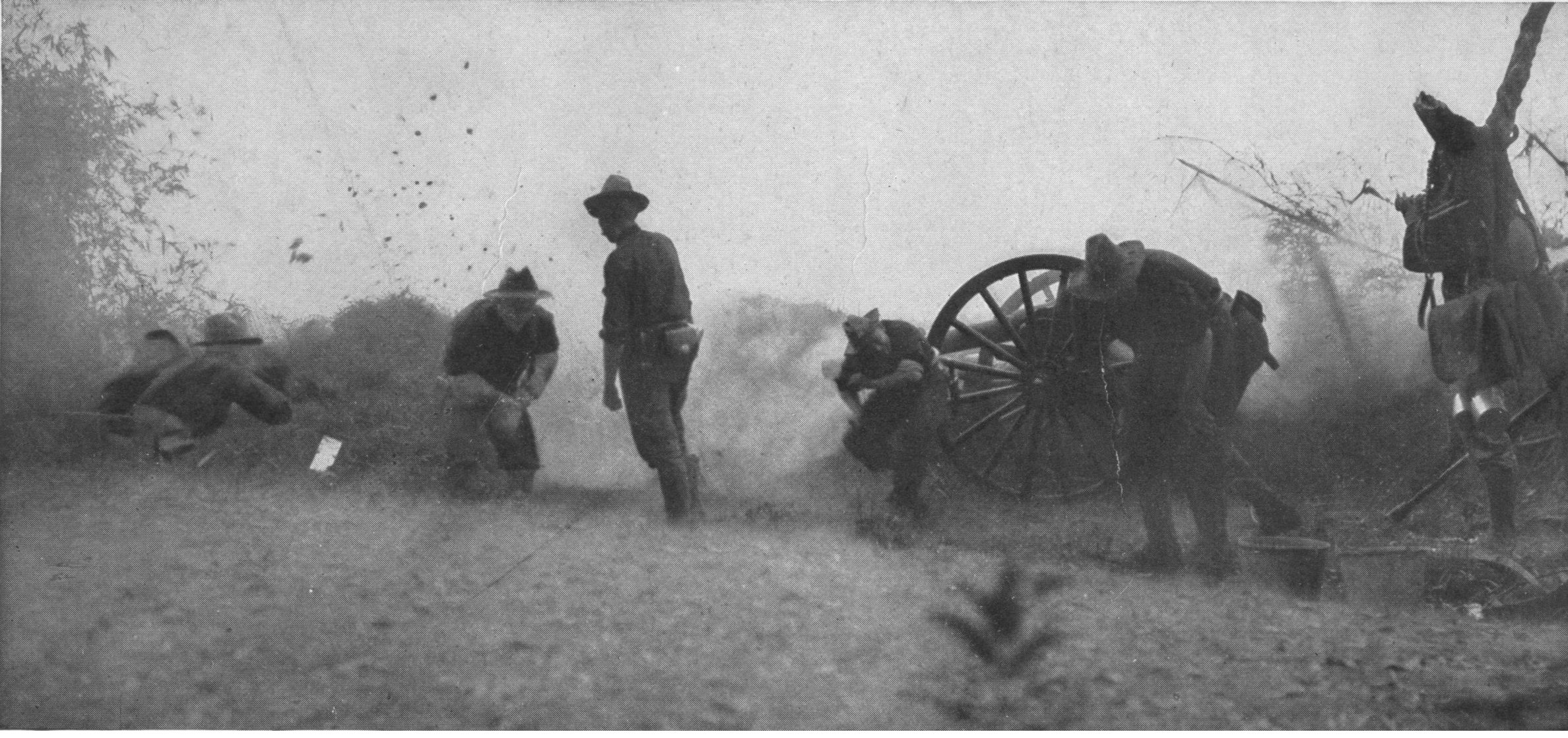
Utah Batterie auf dem McCloud Hügel in Aktion.

Bei Tagesanbruch schockten die Amerikaner die Filipinos durch eine neuerliche Attacke auf ihre Stellungen. Diese waren die spanische Taktik gewohnt, nach der sich nach einer nächtlichen Auseinandersetzung erst einmal in die gesicherte Stadt zurückzogen wurde. Mit einem Angriff im Norden eroberte Brigadegeneral Arthur MacArthur eine Anhöhe mit einer guten Übersicht über Manila. (MacArthur wurde später zum Generalmajor befördert und erhielt den Posten als General-Gouverneur der Philippinen.) Die durch diese Aktion entstandene Unordnung nutzte Brigadegeneral Thomas M. Anderson zu einer Attacke auf die südlichen Abschnitte, wo er den Ort Pasay und damit die philippinischen Nachschublager einnahm.
Die Filipinos zählten ihrerseits darauf, dass sich die Bewohner von Manila erhoben, um die amerikanischen Streitkräfte zu spalten und den Nachschub der amerikanischen Linien zu unterbrechen. Obwohl einige Schüsse innerhalb der Stadt zu vernehmen waren, konnte keiner der Generäle Anzeichen für einen ernsthaften Aufstand erkennen. Dennoch schafften es einige kleine Einheiten, die nicht den eigentlichen Truppen der Filipinos angehörten, die Amerikaner für weitere Tage in den Außenbezirken von Manila in Gefechte zu verwickeln, bevor sie vollständig aus der Stadt vertrieben wurden. Danach zogen sich die philippinischen Truppen in das Hinterland zurück, um sich dort zu organisieren und letztlich ihre weitere Taktik zu überdenken.

## Die Auswirkungen

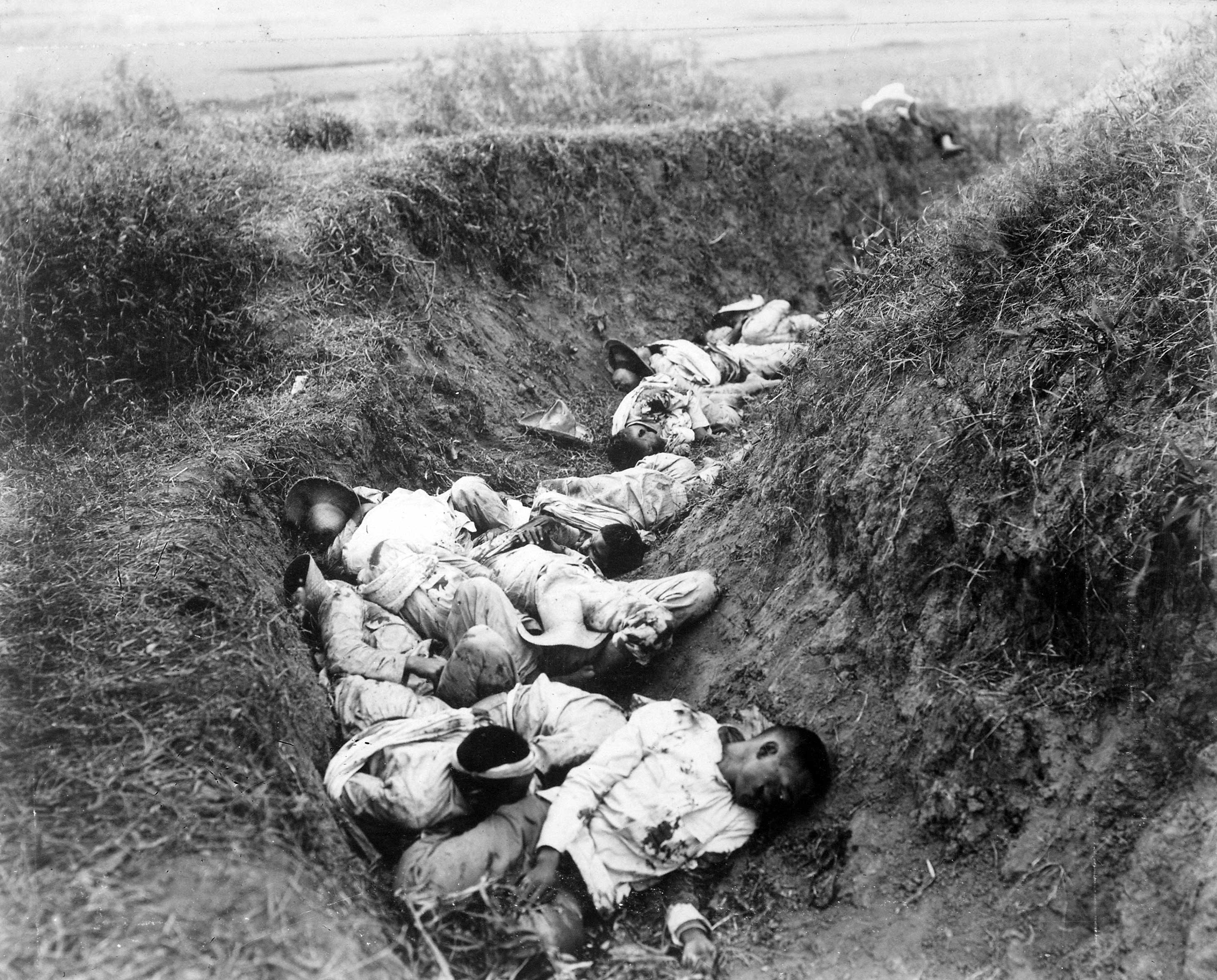
Philippinische Gefallene bei Santa Ana, 5. Februar 1899

Während beide Seiten Verluste verzeichnen mussten, war die Anzahl der Gefallenen auf der philippinischen Seite weitaus größer. Die Amerikaner hatten 50–60 ihrer Männer verloren und mehr als 200 wurden verwundet. Die Filipinos beklagten dagegen rund 2.000 gefallene, verwundete oder gefangene Soldaten. Die höhere Zahl an philippinischen Toten und Verletzten erklärt sich zum einen dadurch, dass den Amerikanern Artillerie und Kriegsschiffe zur Verfügung standen, anderseits durch die bessere Treffsicherheit der Soldaten und den denen der Filipinos überlegenen Schusswaffen.

## Schlachtordnung

### U.S.
VIII Korps  – Major General Elwell Stephen Otis
- 1. Division – Brigadegeneral Thomas M. Anderson
  - 1. Brigade – Brigadegeneral Charles King
  - 2. Brigade – Brigadegeneral Samuel Ovenshine
- 2. Division – Generalmajor Arthur MacArthur
  - 1. Brigade – Brigadegeneral Harrison G. Otis
  - 2. Brigade – Brigadegeneral Irving Hale

### Filipino
Emilio Aguinaldo